# Rhagium femorale
Rhagium femorale är en skalbaggsart som beskrevs av Ohbayashi N. 1994. Rhagium femorale ingår i släktet Rhagium och familjen långhorningar. Inga underarter finns listade i Catalogue of Life.